# شکر سیب
شکر سیب (انگلیسی: Sugar-apple) یک نوع میوه است. شکرسیب بومی آب و هوای گرمسیری در قاره آمریکا است. بازرگانان اسپانیایی مانیل گالون آن را به آسیا آوردند.
این میوه به شکل کروی مخروطی، ۵–۱۰ سانتی‌متر قطر و ۶–۱۰ سانتی‌متر طول دارد و وزن آن ۱۰۰ تا ۲۰۰ گرم، با یک پوست ضخیم تشکیل شده‌است. رنگ این میوه به‌طور معمول از طریق سبز-آبی به رنگ سبز کمرنگ، با رنگ قرمز مایل به قرمز عمیق در انواع خاصی وجود دارد. گوشت آن معطر و شیرین است، به رنگ خامه ای و گاهی زرد روشن و مزه ای مانند دسر کاستارد دارد.

## نگارخانه

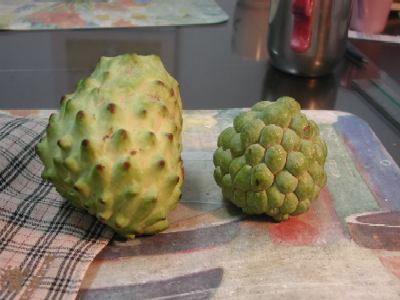
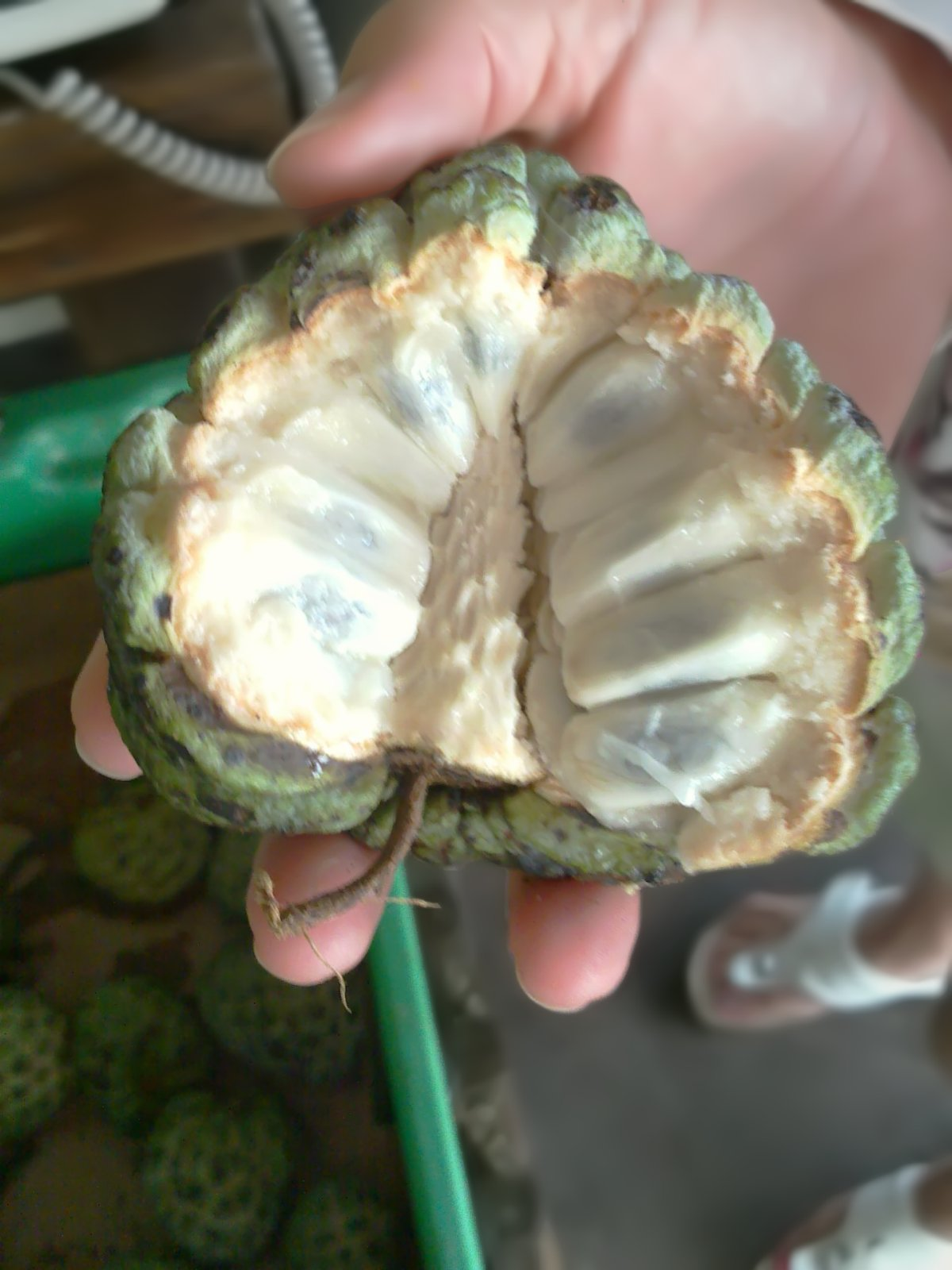
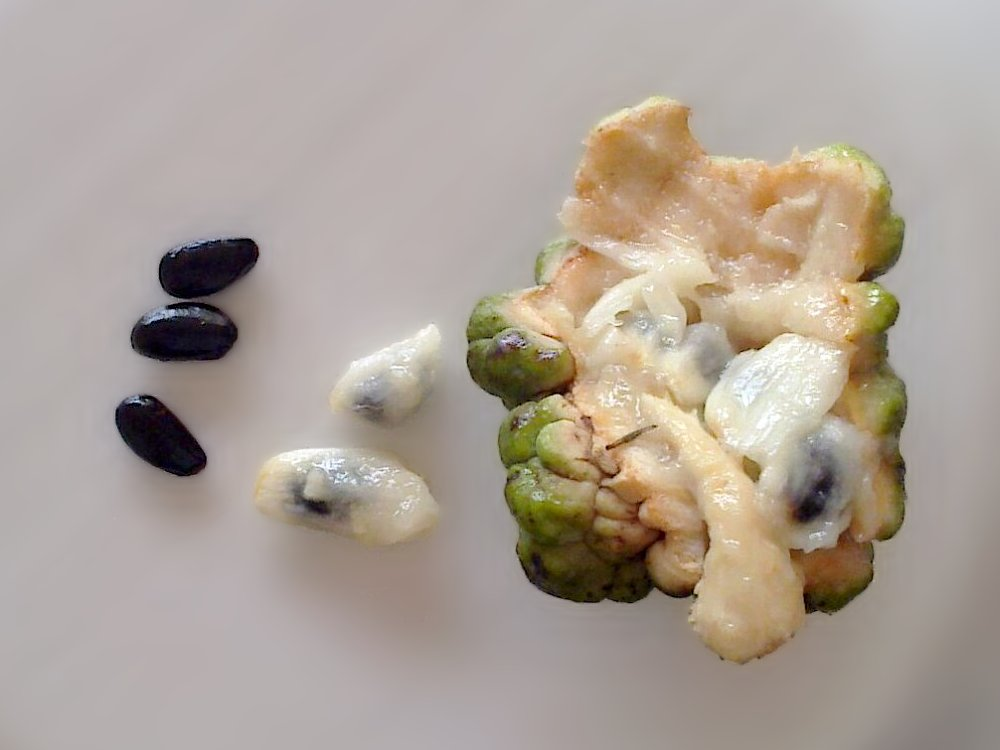
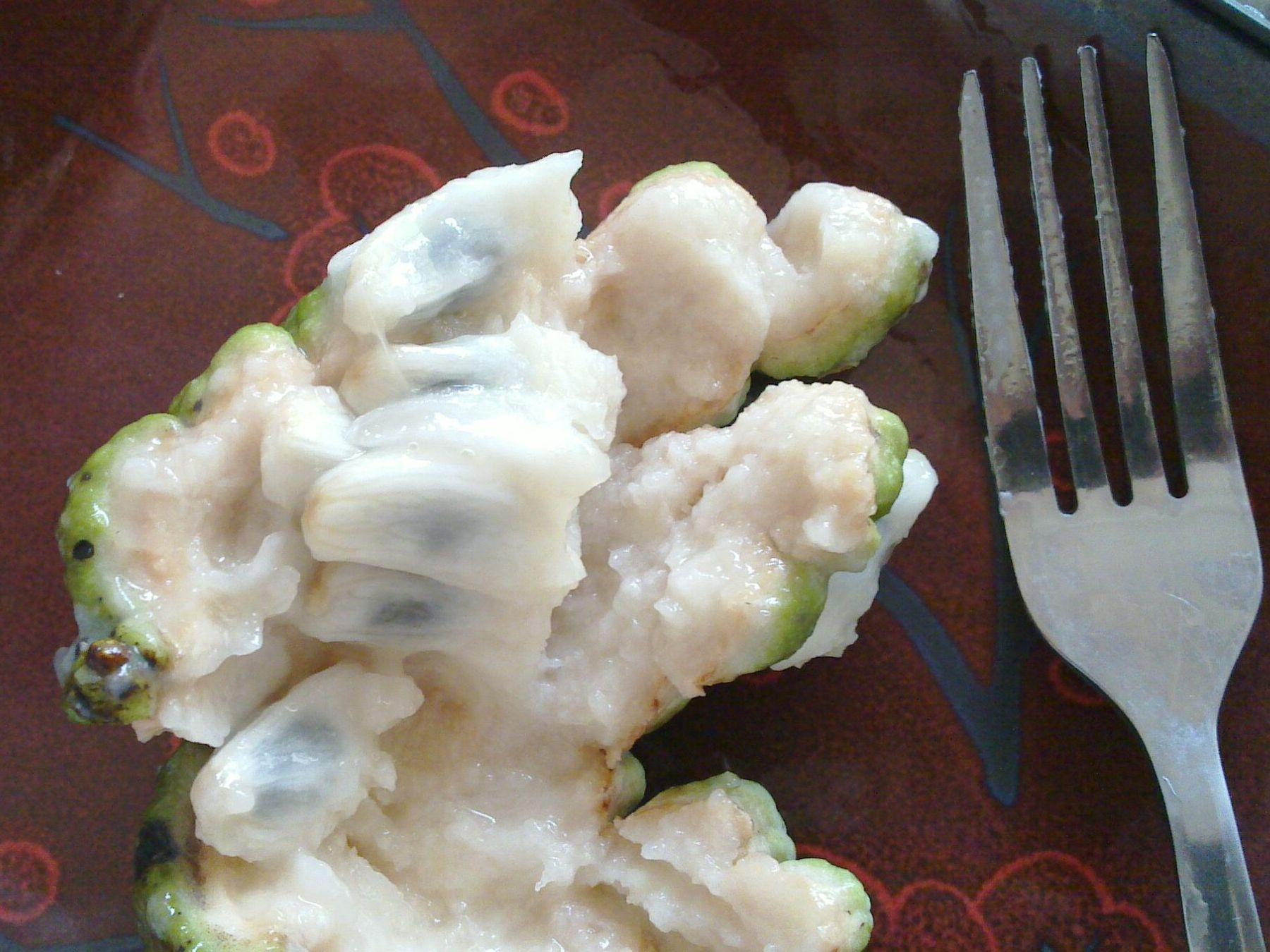
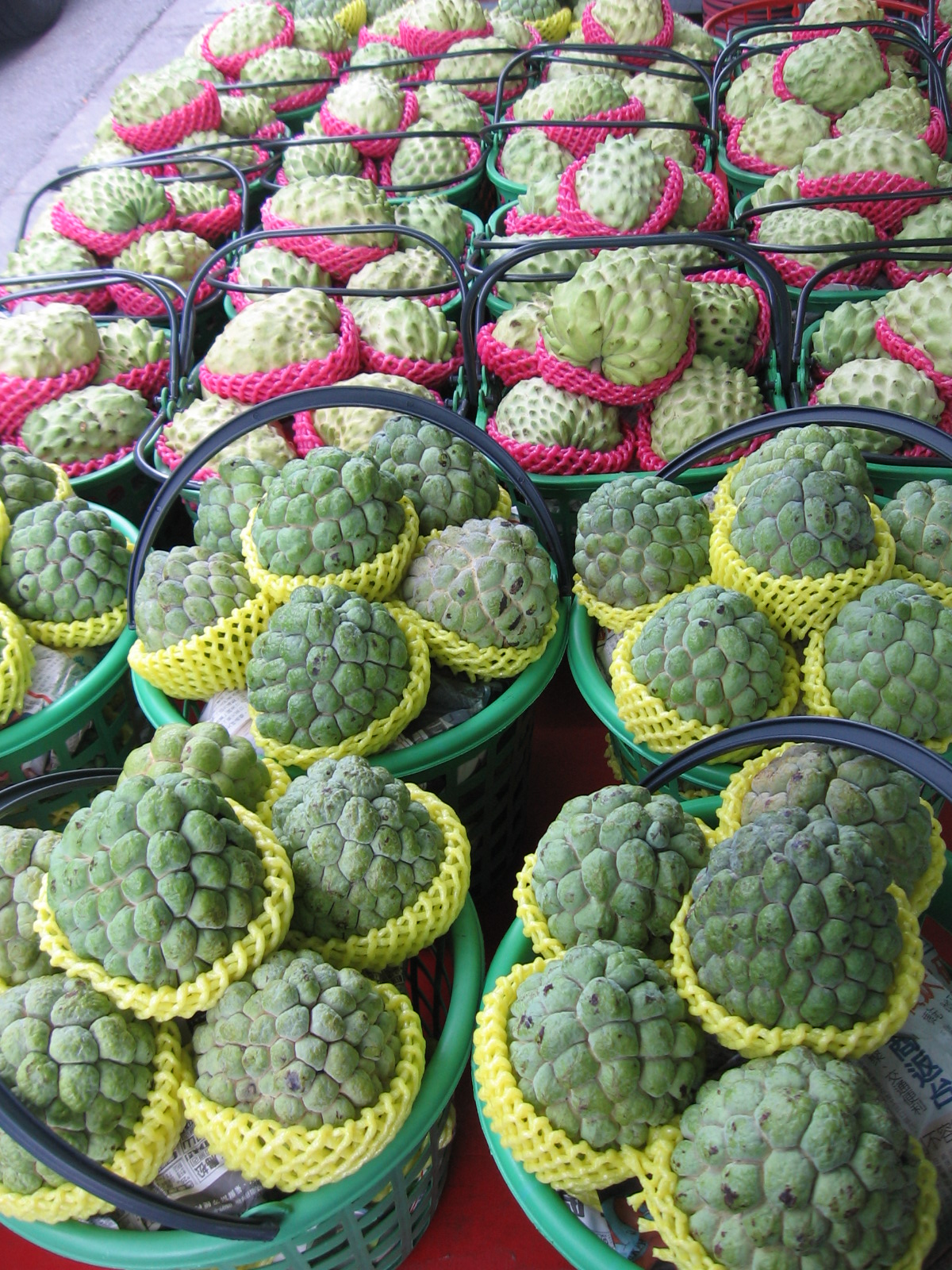
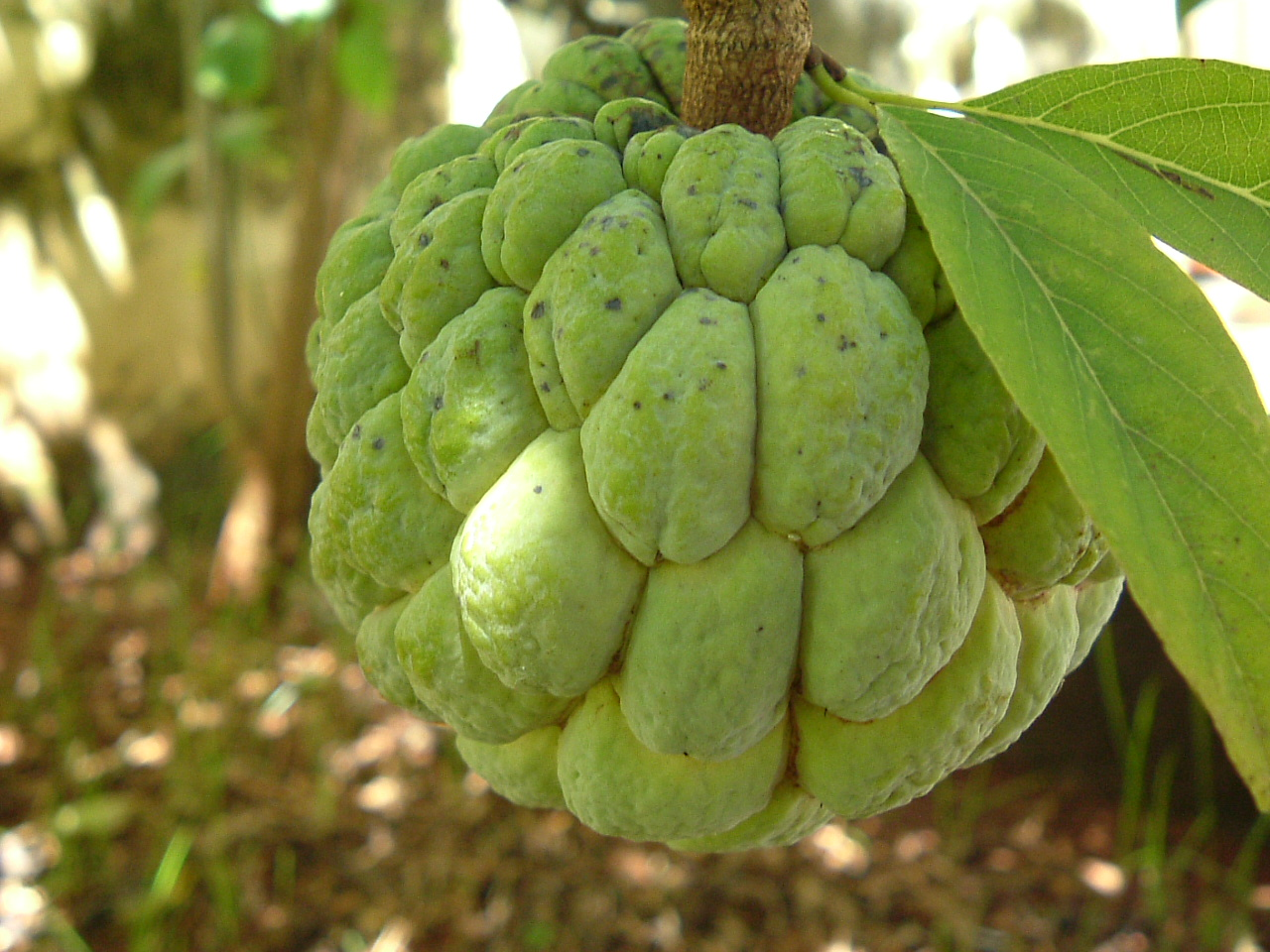